# Dicranoweisia turpis
Dicranoweisia turpis là một loài Rêu trong họ Dicranaceae. Loài này được (Cardot) Ochyra mô tả khoa học đầu tiên năm 1999.